# O Sanctissima
O Sanctissima és una oració catòlica dedicada a la Mare de Déu. Encara avui la versió en llatí es resa i es canta molt més que les seves traduccions.

## Història
L'oració es compongué al segle xviii, d'autor desconegut. Fou impresa per primer cop el novembre del 1792 al periòdic britànic European Magazine and London Review, presentant-la com una cançó tradicional de Sicília, per la qual cosa també es coneix com l'Himne dels mariners sicilians, fent referència a la invocació nocturna de Maria de la gent de mar com a protectora materna: Nostra Senyora, Stella Maris. Malgrat el seu nom, no s'ha documentat cap relació de la melodia ni amb Sicília ni amb la mar.
Una inscripció a la Catedral d'Espira recorda les primeres paraules del cant. El rés recorda la santedat, la pietat i la dolçor de la Mare de Déu. Subratlla que Maria és estimada sense taca; la qual cosa al·ludeix a la Immaculada Concepció. Aquest rés subratlla la bellesa de la Verge, sobretot per la fórmula Tota pulchra es, que és també el títol d'una altra oració. Els dos primers versos de la tercera estrofa fan clarament al·lusió al Càntic dels càntics: «Com un lliri entre cards, així és la meva estimada entre les joves» (Ct 2:2). La fórmula prega per nosaltres és repetida sovint, com en les lletanies de Loret. Finalment, la súplica Prega per nosaltres en l'hora de la nostra mort també recorda l'Avemaria.
La melodia s'ha reutilitzat notablement per a la cançó de Nadal alemanya "O du fröhliche" (O, que alegre), escrita per Johannes Daniel Falk. i l'himne de recessió anglès "Lord, Dismiss Us With Thy Blessing". La primera meitat de l'himne nord-americà dels drets civils "We Shall Overcome" també és melòdicament similar.

## El text de l'oració

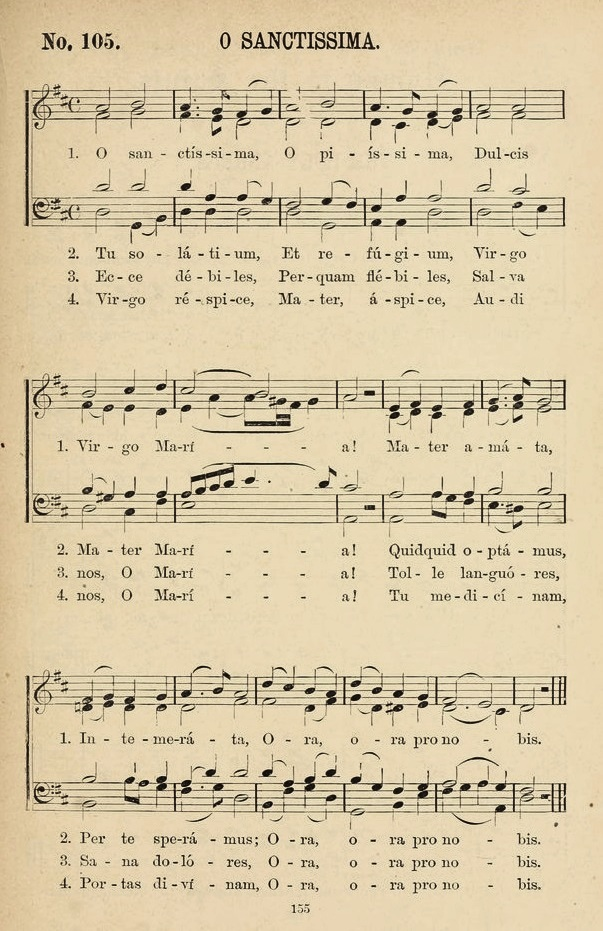
Partitura dO Sanctissima

| Llatí | Català |
| --- | --- |
| O Sanctissima O Sanctissima O Piissima Dulcis Virgo Maria! Mater amata intemerata Ora ora pro nobis Tota pulchra es O Maria Et macula no est in te Mater amata intemerata Ora ora pro nobis Sicut lilium inter spinas Sic Maria inter filias Mater amata intemerata Ora ora pro nobis In miseria in angustia Ora Virgo pro nobis Pro nobis ora in mortis hora Ora ora pro nobis | Oh Santíssima! Oh, Santíssima! Oh, Pietosíssima! Dolça Verge Maria Mare estimada sense taca Prega per nosaltres. Ets tota bella, Oh Maria! I el pecat no hi és en tu Mare estimada sense taca Prega per nosaltres. Com un lliri entre espines així és Maria entre les joves. Mare estimada sense taca Prega per nosaltres. En misèria i en angoixa Prega Verge, per nosaltres Prega per nosaltres en l'hora de la nostra mort Prega, prega per nosaltres |

## Adaptacions de l'himne
De vegades O Sanctissima s'interpreta com una nadala. Algunes versions traduïdes s'han fet força populars, com l'alemanya O du fröhliche.

## Influència de l'himne
- El 1808 E.T.A Hoffmann compongué una versió de l'himne formant part de la seva obra 6 Canzoni per 4 voci a cappella.
- Ludwig van Beethoven arreglà el 1817 la cançó a la seva obra Zwölf verschieden Volkslieder, WoO 157 per a tres veus, piano, violí i violoncel.
- El 1879 Antonín Dvořák va compondre l'obra O sanctissima dulcis Virgo Maria per a contralt, baríton i orgue, basada en aquest himne.
- Aquesta melodia es va fer servir per a l'himne Lord, Dismiss Us With Thy Blessing i sembla tenir influència en la melodia We shall overcome, amb un emparellament proper entre els primers compassos d'ambdues melodies.